# Publisuisse
publisuisse war die führende Vermarkterin elektronischer Medien in der Schweiz. Sie war kommerzielle Partnerin der SRG SSR und vermarktete exklusiv deren publizistische Angebote. Mit diesen Produkten im Bereich der elektronischen Medien bot publisuisse der Schweizer Werbewirtschaft Möglichkeiten in den Sparten klassische Fernsehwerbung, Fernseh- und Radiosponsoring, Teletext-Werbung sowie Cross Communication.
2016 ging publisuisse vollständig in Admeira, dem neuen Vermarktungsunternehmen von Ringier, SRG SSR und Swisscom, auf.
Mit ihren Geschäftsaktivitäten trug publisuisse jährlich rund einen Sechstel an den gesamten Betriebsertrag der SRG SSR und einen Viertel an die Einnahmen im TV-Bereich bei.
publisuisse beschäftigte rund 111 Mitarbeiter. Die Direktion des Unternehmens befand sich in Bern, der Verkaufshauptsitz in Zürich. Ausserdem war publisuisse mit regionalen Verkaufsstandorten in Genf, Lausanne und Lugano präsent.
Aktionäre waren die SRG SSR (99,8 %) und der Schweizerische Gewerbeverband (0,2 %). 
| TV-Programme SRG SSR | Radioprogramme SRG SSR |

## Geschichte
Die Gründung geht auf die 1964 durch den Bundesrat erteilte Bewilligung zur Einführung von Fernsehwerbung in der Schweiz zurück. Hierzu wurden entsprechende Weisungen und Rahmenbedingungen erlassen und am 3. Juli 1964 die «AG für das Werbefernsehen» (AGW) mit Sitz in Bern gegründet. Aufgabe des mit damals 16 Mitarbeitern gestarteten Unternehmens war die Akquisition von Fernsehwerbung für die Programme der damaligen Schweizerischen Radio- und Fernsehgesellschaft (SRG). Der erste Werbeblock wurde am 1. Februar 1965 um 19.25 Uhr auf SF DRS, TSR und TSI ausgestrahlt. Die damalige Werbezeit war auf täglich 12 Minuten, aufgeteilt in vier Werbeblöcken, beschränkt, wobei die Ausstrahlung zwischen 19.00 und 20.30 Uhr erfolgte. Sonntage und allgemeine Feiertage blieben dabei werbefrei.
Mit der Zeit wurden die Werbezeiten gelockert und die Werbemöglichkeiten ausgedehnt, womit sich die AGW im Verlaufe der Jahre zu einer Vermarktungsorganisation mit verschiedenen crossmedialen Werbe- und Sponsoringangeboten entwickelte. 1994 wurde die AGW in publisuisse umbenannt. Heute trägt publisuisse rund einen Sechstel zu den Gesamteinnahmen der SRG SSR bei.
Aus einer unternehmerischen Initiative von Ringier, SRG und Swisscom entstand 2016 die neue Firma Admeira. Dieses Unternehmen ist die Schweizer Antwort auf den digitalen Wandel und die daraus entstehenden neuen Bedürfnisse der Schweizer Werbewirtschaft. 
Die Kooperation umfasst die Gründung einer Aktiengesellschaft, an der alle drei Unternehmen zu je einem Drittel beteiligt sind. Swisscom und Ringier werden ihre Werbeaktivitäten, ihr Werbeinventar sowie ihre Vermarktungsorganisationen in das Joint Venture einbringen. Die SRG integriert ihre Vermarkterin publisuisse in die neue Firma.